# Курники (Вілейський район)
Курники (біл. вёска Курнікі) — село в складі Вілейського району Мінської області, Білорусь. Село підпорядковане Іжовській сільській раді, розташоване в північній частині області.